# Острожская, Эльжбета
Эльжбета (Гальша) Острожская (19 ноября 1539, Острог — декабрь 1582, Дубно) — княгиня, представительница древнего западнорусского княжеского рода Острожских, основательница Острожской академии.

## Биография

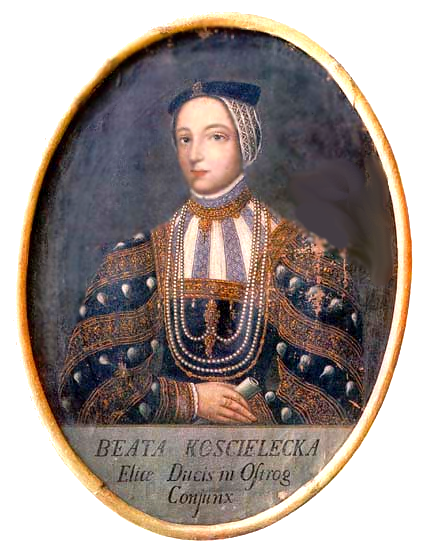
Беата Косцелецкая, мать Гальши Острожской

Единственная дочь и наследница западнорусского магната Ильи Константиновича Острожского (1510—1539), наместника брацлавского, винницкого и звенигородского, от брака с Беатой Косцелецкой (1515—1576), внучка гетмана великого литовского, князя Константина Ивановича Острожского.
Князь Илья Острожский (отец Гальши) принадлежал к одной из богатейших семей Великого княжества Литовского. Её мать Беата Косцелецкая выросла в свите польской королевы Боны Сфорца. Официально Беата считалась дочерью подскарбия великого коронного и старосты войницкого Анджея Косцелецкого (1455—1515) и Катажины Тельничанки (ум. 1528). На самом же деле она была внебрачной дочерью польского короля и великого князя литовского Сигизмунда Старого от связи с Катажиной Тельничанкой.
Илья Острожский рос и воспитывался при королевском дворе, где познакомился с Беатой Косцелецкой. 3 февраля 1539 года в краковском королевском замке Вавель состоялась их роскошная свадьба, на которой присутствовал сам Сигизмунд Старый. Во время торжества происходил рыцарский турнир, во время которого князь Илья Острожский был выбит из седла и получил серьёзные внутренние повреждения.
После свадьбы Илья и Беата проживали в его родовом замке Острог на Волыни. Их брак продлился короткое время. 19 августа 1539 года князь Илья Константинович Острожский скончался до рождения своей дочери Гальши. Перед смертью он составил завещание, в котором признавал ещё не родившегося ребёнка своим единственным наследником. 19 ноября 1539 года после смерти Ильи Беата родила дочь, которую назвала Эльжбета (Гальша). Её официальными опекунами стали князья Дмитрий Фёдорович Сангушко и Константин-Василий Острожский (дядя), король Сигизмунд Старый и его жена Бона Сфорца.

## Детство Гальши

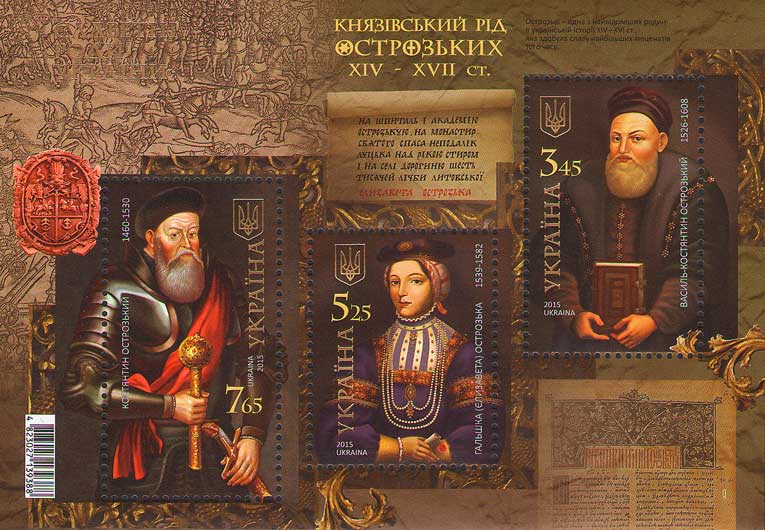
Марка Украины «Княжеский род Острожских XIV—XVII ст.». Константин Острожский, Эльжбета (Гальша) Острожская, Константин (Василий) Острожский. 2015 г.

При рождении Гальша стала наследницей огромного состояния своего покойного отца. Гальша и её мать Беата получили во владение половину Острожского княжества, а другую половину унаследовал князь Константин-Василий Острожский (дядя и опекун Гальши). Сразу же после рождения Эльжбеты началась многочисленные споры из-за наследства между её матерью Беатой Косцелецкой и её дядей Константином Острожским. В 1542 году королевская комиссия разделила имущество Ильи Острожского между его вдовой Беатой и её трёхлетней дочерью Гальшей. Гальша Острожская получила города Полонное, Кропилов и Чуднов с прилегающими сёлами, а её мать — Острог, родовое гнездо князей Острожских. Однако из-за малолетства Гальши её владениями управляла мать Беата Косцелецкая. Гальша выросла в абсолютном послушании и в полной зависимости от своей матери.
Из-за огромного богатства с детства появилось много претендентов на руку Эльжбеты Острожской. Хотя все они происходили из аристократических родов, её мать Беата Косцелецкая всячески откладывалась женитьбу дочери, подыскивая наилучшие варианты. Огромное состояние Гальши Острожской вызывало большой интерес в Польско-Литовском государстве, в 1551 года сейм в Вильно принял постановление о том, что Гальша Острожская не может выйти замуж без согласия близких родственников и опекунов. В опекунский совет входили магнаты Дмитрий Фёдорович Сангушко, Константин-Василий Константинович Острожский и польский король Сигизмунд Август. Сигизмунд Август проявлял большую заинтересованность в судьбе Гальши Острожской. Как великий князь литовский он имел право выбрать мужа для дочери своего умершего подданного и не хотел, чтобы Гальша стала женой представителя польских магнатов, находившихся к нему в оппозиции.

## Первый брак

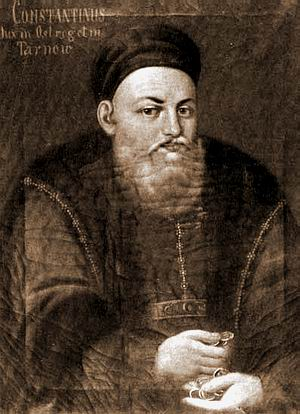
Константин (Василий) Острожский, дядя и опекун Гальши

В 1553 году князь Константин-Василий Острожский (дядя и опекун Гальши) решил выдать её замуж за своего друга, старосту каневского и черкасского, князя Дмитрия Фёдоровича Сангушко. Первоначально Беата симпатизировала князю Дмитрию Сангушке, но после неодобрения польским королём его кандидатуры отказалась давать согласие на этот брак. Дмитрий Сангушко был влюблён в Гальшу и не собирался сдаваться. Князья Д. Сангушко и К. Острожский с военным отрядом прибыли в Острог, делая вид, что желают посетить Гальшу с дружественным визитом. Однако её мать Беата Косцелецкая, подозревая обман, отказалась впустить их в городской замок. В итоге князья силой захватили Острожский замок. После захвата Беата была заключена князем Константином под домашний арест. По распоряжению своего дяди Констанина 14-летняя Гальша, разлучённая с матерью, вынуждена была согласиться на брак. 6 сентября 1553 года в Остроге состоялось бракосочетание Гальши и Дмитрия Сангушки. Во время церемонии Гальша молчала, за неё отвечал князь Константин-Василий Острожский.

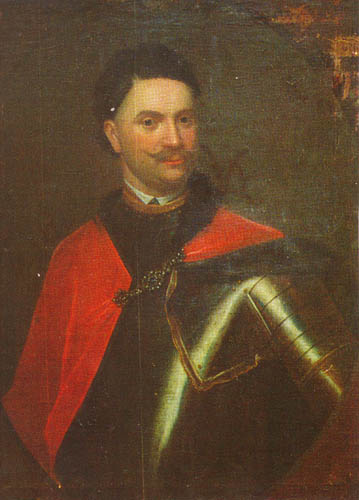
Князь Дмитрий Фёдорович Сангушко, первый муж Эльжбеты

Беата Косцелецкая, несмотря на свой арест, смогла отправить к королевскому двору гонца, сообщая Сигизмунду Августу о захвате Острога князьями Д. Сангушко и К. Острожским. Разгневанный король приказал князьям покинуть замок и освободить из заключения Беату, а брак между Гальшей и Дмитрием Сангушкой объявил незаконным. Дмитрий Сангушко отказался повиноваться королевскому указу и вместе с женой уехал к себе в Канев. В ярости король лишил князя Д. Ф. Сангушко всех его должностей. К. К. Острожский и Д. Ф. Сангушко получили указ явиться на королевский суд 5 января 1554 года в Кнышин. Из-за страха перед последствиями своих действий ни один из виновников не предстал перед королевскими судьями. За князя Константина Острожского заступился император Священной Римской империи Фердинанд I Габсбург. Благодаря его заступничеству князь Острожский сохранил свободу и свои владения, но был лишен польским королём опекунства над племянницей. Дмитрию Сангушке повезло меньше: из-за его неявки на королевский суд Сигизмунд Август приговорил его к смертной казни, конфискации имущества и лишению чести, приказав ему вернуть Гальшу её матери.
Князь Дмитрий Сангушко, не желая отказываться от своей жены, вместе с ней тайно бежал из польско-литовских владений в Чехию, находившуюся под властью Габсбургов. Они решили укрыться в замке Роуднице-над-Лабем, принадлежавшем великому коронному гетману Яну Амору Тарновскому, тестю князя Константина Острожского. За беглецами была организована погоня, которую возглавил воевода калишский Мартин Зборовский, который планировал женить одного из своих сыновей на Гальше. Под руководством Мартина Зборовского находились польские магнаты Януш и Енджей Костелецкие, высланные Беатой, а также Лукаш и Анджей Гурки, родственники Костелецких. В начале 1554 года в окрестностях Праги Мартин Зборовский настиг и вероломно пленил князя Дмитрия Сангушко и Гальшу Острожскую. Молодожёны были разлучены, Дмитрий был арестован, избит и заключён в кандалы. Мартин Зборовский доставил пленника в Яромерж, на границе с Силезией, где ночью 3 февраля приказал своим слугам его умертвить.

## Второй брак
После гибели Дмитрия Сангушки Гальша была передана родственникам Беаты — Косцелецким и Гуркам, которые отвезли её в Польшу. 18 марта 1554 года в Познани Гальша, воссоединившись со своей матерью Беатой, подала в городской суд жалобу на своего дядю Константина-Василия Острожского, обвиняя его в нападении на Острог и захвате имений. Вскоре крупные аристократические рода Польши стали претендовать на её руку, чтобы получить обширные владения князей Острожских. Воевода калишский Мартин Зборовский, руководивший погоней за Дмитрием Сангушко, стремился женить на Гальше одного из своих сыновей. Однако король польский Сигизмунд Август, опасавшийся усиления влияния рода Зборовских, не дал своего согласия на этот брак. Король задумал выдать Гальшу замуж за воеводу бжесць-куявского Лукаша Гурку, одного из крупных магнатов Великой Польши и верного сторонника дома Ягеллонов.

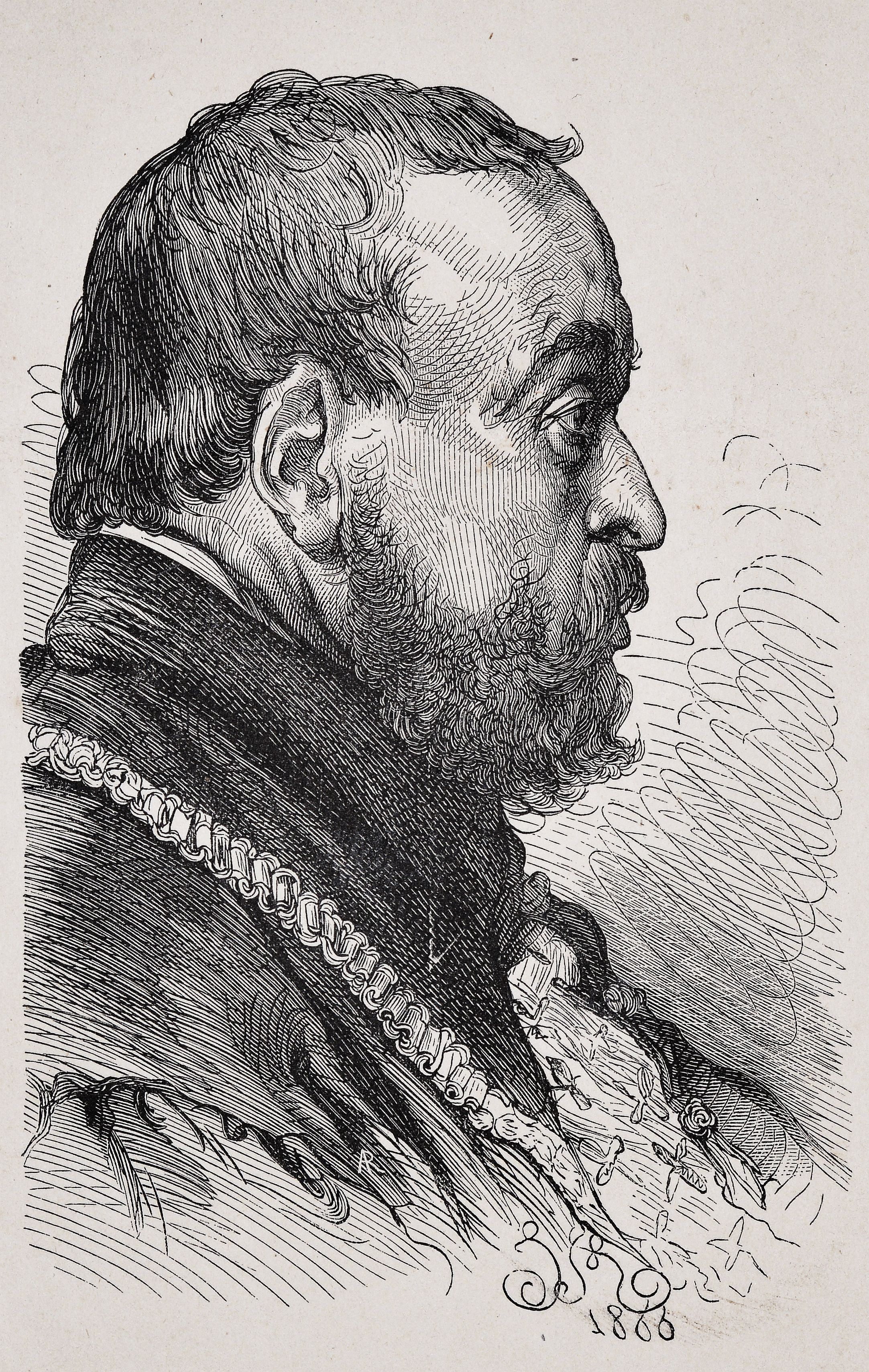
Воевода познанский Лукаш Гурка, второй муж Гальши

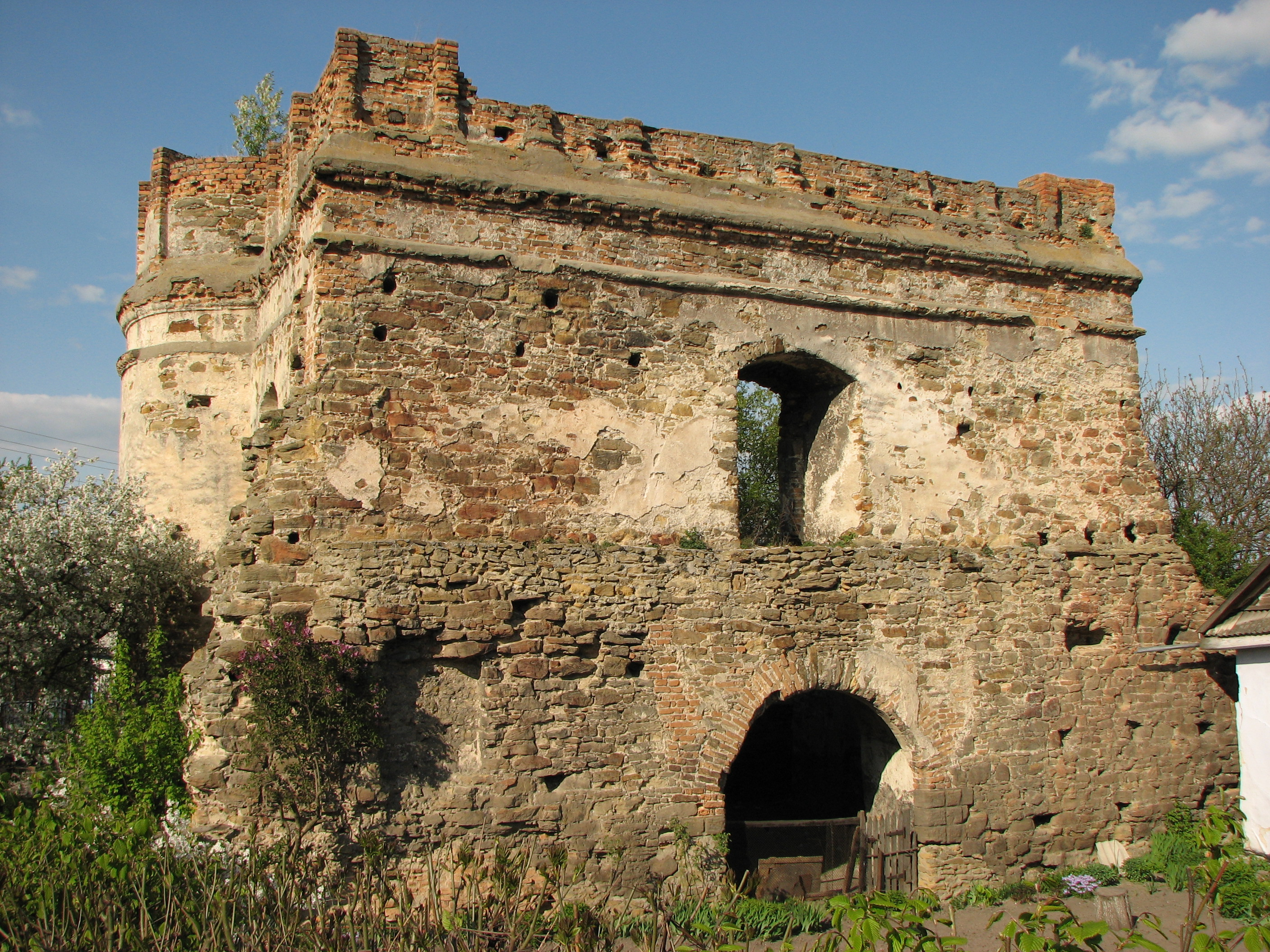
Руины замка в Остроге

Против королевского решения резко выступила Беата Косцелецкая, мать Эльжбеты Острожской. Пытаясь помешать этому браку, Беата опиралась на положение, согласно которому поляк, который хочет жениться на литвинке, не имеет право на её имущество и должен заплатить семье невесты сумму, соответствующую 1/4 части собственности. Чтобы обойти это положение, Сигизмунд Август выдал для Лукаша Гурки специальный привилей, но он не был подтверждён литовским сеймом. Все попытки Беаты Косцелецкой отменить свадьбу закончились неудачей. Наконец Сигизмунд Август решил действовать силой и, несмотря на сопротивление Беаты, выдал Гальшу Острожскую замуж за Лукаша Гурку. Свадьба состоялась 16 февраля 1559 года в королевском замке Вавель. В этот день Беата пыталась уехать из дворца, но была схвачена. У неё с руки насильно сняли кольцо и предъявили его Гальше, заявив, что таким образом её мать дает своё согласие на свадьбу дочери. Их обвенчал епископ познанский Анджей Чарнковский в присутствии короля.

## Побег во Львов и третий брак
Несмотря на брак с Лукашем Гуркой, Гальша Острожская и её мать Беата Костелецкая были оставлены при королевском дворе. Гальша, узнав от матери правду о кольце, отказалась признавать Лукаша Гурку своим законным мужем. Сам же Лукаш Гурка не имел времени, чтобы отстаивать своё право супруга, потому что после свадьбы отправился на Ливонскую войну с Русским государством. Вскоре после его отъезда Беата и Гальша бежали из Кракова во Львов, где укрылись в доминиканском монастыре. Оттуда Беата начала тайные переговоры с Литвой, надеясь выдать свою дочь замуж за князя Семёна Юрьевича Слуцкого, племянника Константина Острожского. Сигизмунд Август поддержал графа Лукаша Гурку и приказал старосте львовскому передать королевский приказ Беате, чтобы она вернула Гальшу её мужу. Сам воевода ленчицкий Лукаш Гурка с собственным отрядом прибыл во Львов, чтобы силой подтвердить свои права на Гальшу. Однако Беата Косцелецкая отказалась выполнять королевский приказ и не вернула Гальшу Лукашу Гурке, заявив, что их брак был заключён по принуждению. В ответ Гурка, пользовавшийся поддержкой короля, начал готовиться к осаде монастыря. Во время осады в монастырь в одежде нищего пробрался князь Семён Юрьевич Слуцкий, который женился на Гальше Острожской. Беата Косцелецкая подписала завещание в пользу князя Семёна Слуцкого и передала ему во владение все свои имения, чтобы их не захватил Лукаш Гурка. 15 марта 1559 года Лукаш Гурка с войском осадил доминиканский монастырь, который вскоре вынужден был капитулировать. Беата вынуждена была передать свою дочь Гальшу старосте львовскому, который отправил её к королевскому двору. Сигизмунд Август отказался признать действительным третий брак Гальши и передал её второму мужу Лукашу Гурке.

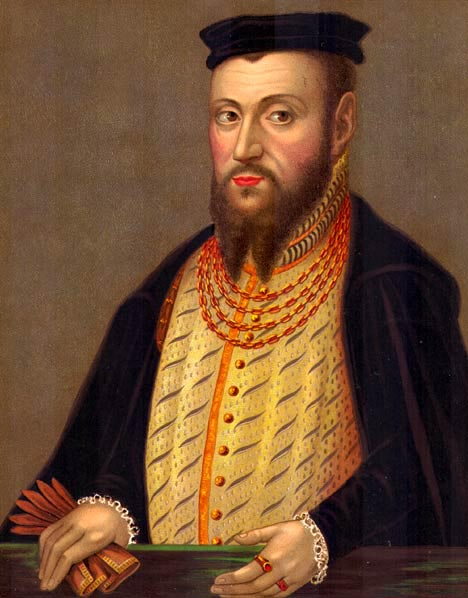
Сигизмунд II Август

После воссоединения с женой Лукаш Гурка отвёз Гальшу Острожскую в свой родовой замок Шамотулы в Великой Польше. Княгиня отказалась жить вместе с мужем и была заключена им в одну из замковых комнат. В это время Беата Костелецкая не сдавалась и подавала иски в суд на Лукаша Гурку, требуя от него вернуть свою дочь. Она даже предлагала Гурке сумму в размере 100 тысяч злотых, но он отказался вернуть ей дочь. Крупные польские сановники: воевода калишский Мартин Зборовский, польский примас Ян Пшерембский, епископ познанский Анджей Чарнковский и гетман великий коронный Ян Амор Тарновский безуспешно выступали посредниками в этом громком споре. В 1560 году внезапно скончался князь Семён Юрьевич Слуцкий, третий муж Гальши. В 1564 году Беата Костелецкая вышла замуж за воеводу серадзского Альбрехта Лаского, который был моложе её на 21 год. Таким образом она рассчитывала найти себе заступника в противостоянии с Лукашем Гуркой. Однако вместо этого новый муж Альбрехт Лаский после свадьбы сразу же заточил Беату в своём словацком замке Кежмарок, а сам стал управлять её русскими имениями. Беата находилась в заключении вплоть до своей смерти в 1576 году.

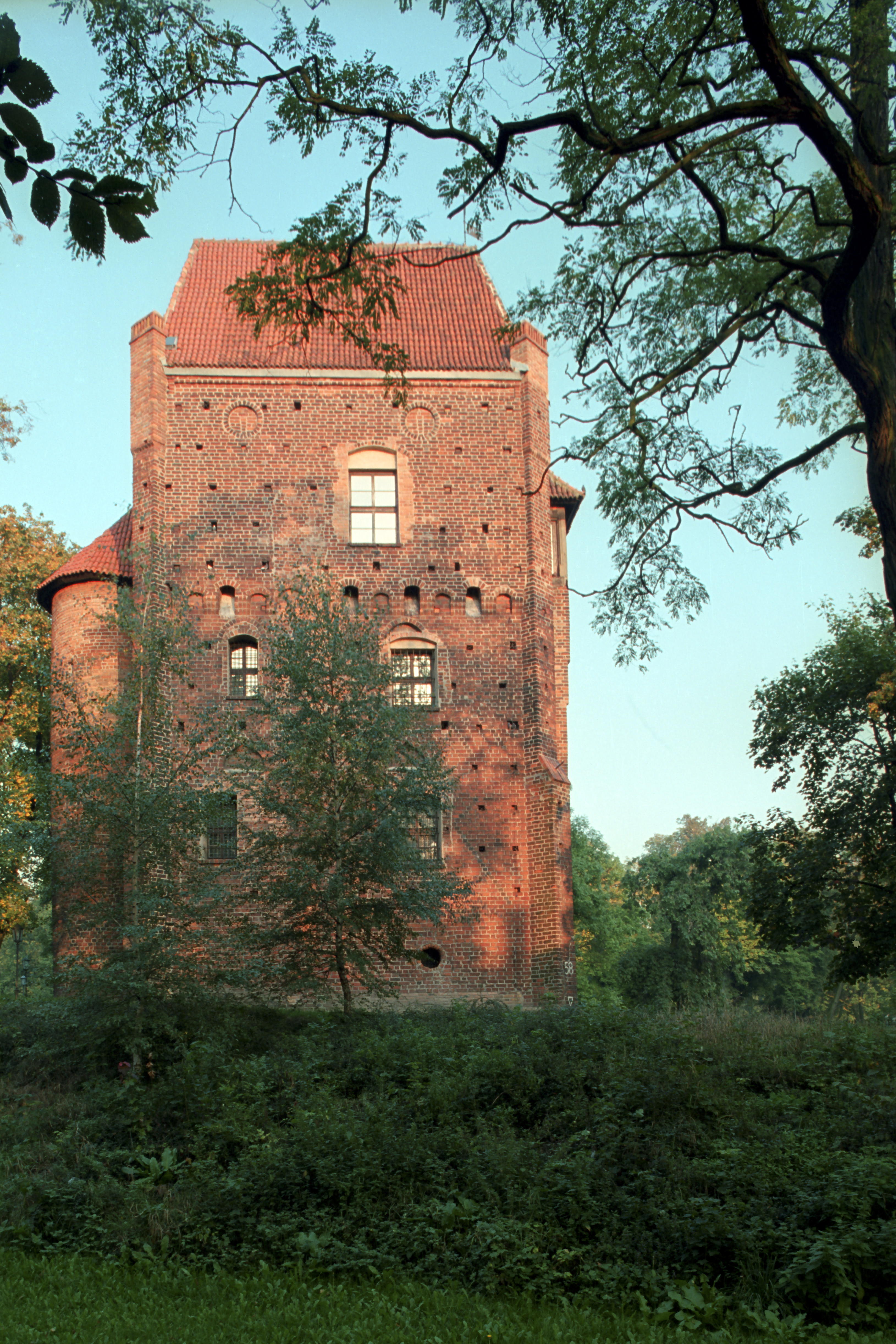
Башня замка Шамотулы, где содержалась под домашним арестом Гальша Острожская

## Последние годы жизни
В январе 1573 года после смерти своего мужа, воеводы познанского Лукаша Гурки, Эльжбета Острожская получила полную свободу. Появился новый претендент на её руку — другой великопольский магнат Ян Остророг, но до заключения брака дело не дошло. По поручению князя Константина-Василия Острожского его старший сын Януш отвез свою двоюродную сестру Гальшу в Дубно, где она проживала вплоть до своей смерти в декабре 1582 года. В последние годы своей жизни княгиня страдала от глубокой депрессии. Гальша Острожская передала управление своими владениями дяде, воеводе киевскому, князю Константину Константиновичу Острожскому, и назначила его своим наследником.